# دن کیشوت (فیلم ۲۰۱۰)
«دن کیشوت» (انگلیسی: Don Quixote (2010 film)) یک فیلم است که در سال ۲۰۱۰ منتشر شد.